# Henri Gault
Henri Gault (de son véritable nom Henri Gaudichon), né le 4 novembre 1929 à Pacy-sur-Eure (Eure) et mort le 9 juillet 2000 à Saint-Sulpice-en-Pareds (ancienne commune de Vendée, aujourd'hui à Rives-du-Fougerais), est un journaliste et chroniqueur, critique gastronomique, français.

## Biographie
Fils d'un médecin installé à Pacy-sur-Eure, Henri Gault, après avoir commencé des études de médecine qu'il interrompt en 1951, part trois ans en Afrique avant de devenir journaliste. En 1956, il est chroniqueur judiciaire à Paris-Presse-L'Intransigeant. Simultanément, il écrit des chroniques gastronomiques, dont il finit par faire son activité principale, pour Le Point, Jours de France, Paris Match, Minute. En 1963, il publie un recueil de ses chroniques, À voir et à manger.
Associé à Christian Millau (1928-2017), il crée le guide gastronomique Gault et Millau et promeut la « nouvelle cuisine », lancée en 1973.
Dans un article intitulé « Vive la nouvelle cuisine française », il définit les dix commandements de la nouvelle cuisine, qui furent à l’origine de la création de la maison d’édition.
Le 9 juillet 2000, Henri Gault succombe à une crise cardiaque. Il est enterré à Saint-Sulpice-en-Pareds où est située sa maison de campagne.

## Les guides
En 2011, Gault et Millau est l’une des maisons d’édition de guides gastronomiques les plus influentes, en étant le deuxième intervenant du marché des guides pour les hôtels et restaurants.
Ces guides, en majorité annuels, évaluent des lieux tels que les restaurants, les hôtels ou des chambres d’hôtes. Cette notation est basée sur une note maximum de 20 et est accompagnée d’une appréciation sur le ressenti de l’enquêteur, qui reste toujours dans l’anonymat. Les critères de cette notation regroupent la qualité de la cuisine et l’environnement de ce lieu…

## Ouvrages
- À voir et à manger (préface d'Antoine Blondin), René Julliard, 1963.
- Ouvrages cosignés avec Christian Millau :
  - Guide Julliard de Bruxelles, René Julliard, 1965.
  - Guide Julliard des environs de Paris, René Julliard, 1966.
  - Guide Julliard de New York Boston, Chicago, Los Angeles, New Orleans, San Francisco et Montréal, René Julliard, 1967.
  - Guide Julliard de Paris, René Julliard, 1963, 1967.
  - La Tunisie (avec la collaboration d'Yves Bridault ; photos Jean-Michel Sakka), 1968.
  - Guide Julliard de l'Irlande (avec la collaboration de J.-L. Perret), René Julliard, 1969.
  - Guide gourmand de la France (avec la collaboration de Nicole et Jean-Luc de Rudder ; préface Francis Ambrière), Hachette, 1970.
  - Guide Italie 900 restaurants et hôtels, Jour-Azur, 1979.
  - Guide France 1985, Jour-Azur, 1984.
  - Guide Italie, Jour-Azur, 1984.
  - Le Vin 1993. Guide Gault et Millau, Médiazur, 1992.
  - Guide Julliard du monde, tome 1 : Les Mers du Sud, René Julliard, 1968.
  - Guide Julliard de l'Europe, René Julliard, 1964.
  - Guide de Paris amoureux, Tchou, 1969.
  - Guide des restaurants étrangers de Paris, Gault Millau, 1995.